# Procolophonoidea
I procolofoni (Procolophonia) sono un gruppo di rettili primitivi, vissuti nel Permiano e nel Triassico, da alcuni paleontologi reputati tra gli antenati delle tartarughe.
L'aspetto di questi piccoli animali doveva essere quello di lucertole tozze, dal cranio compatto e robusto. Il corpo, corto, era retto da forti zampe relativamente corte. Le dimensioni, in genere, non superavano i trenta centimetri. La dieta di questi animali, a giudicare dalla dentatura, doveva essere erbivora o tutt'al più insettivora in alcune forme. Nonostante fossero rettili molto primitivi, i procolofoni non appaiono nella documentazione fossile all'alba dell'era dei rettili, cioè nel Carbonifero, ma solo alla fine del periodo successivo, il Permiano. Tra le forme più note di questo periodo, da citare Owenetta, Barasaurus e il primitivo Nyctiphruretus (a volte classificato in un gruppo a sé stante); nel Triassico, invece, vissero procolofoni più evoluti come Procolophon, Leptopleuron, Koiloskiosaurus e Hypsognathus, quest'ultimo fornito di spine sul cranio per difendersi dai predatori. Un altro possibile procolofone è Sclerosaurus. I più stretti parenti di questi piccoli animali erano i giganteschi pareiasauri, che da molti vengono considerati i probabili antenati delle tartarughe.